# 乔·乔伊斯
乔·乔伊斯（英語：Joe Joyce，1985年9月19日—），英国男子拳击运动员，2017年成为职业选手。他曾代表英国参加2016年夏季奥林匹克运动会拳击比赛，获得男子91公斤以上级银牌。